# 船山神社
船山神社（ふなやまじんじゃ）は、奈良県生駒郡平群町三里に鎮座する式内社。旧社格は、村社。

## 概要
本社は、創祀、由緒とも不詳であるが、延喜式にでている古い社である。
特選神明牒には祭神不詳とあるが、神社明細帳には船山神とある。
なお、旧社は、現在地から南西200メートル程の場所（大和北部八十八カ所霊場第42番札所であるが現在、無住の東光寺の東側）に鎮座していたが、大正4年頃に旧安明寺村にあった春日神社に遷座し、春日神社を船山神社として祀り、現在に至る。
本殿の向かって右隣りは、春日社で祭神は、天児屋根命。向かって左隣りは、大神社で祭神は、天照大神（住吉大明神の説もある）。明治12年の神社明細帳では、中央が船山神と天児屋根命で、左右が天照大神・誉田別命と記されているが、平群町史・平群村史ともに、船山神・天児屋根命・天照大神と記されている。
磐座（いわくら）信仰を伝える古社であり、拝殿横には立派な陽石が旧社地から移されている。なお、旧社地には、陰石もあったらしい。現在の陽石の前の、手水鉢が陰石であるとも言われている。
平群谷を挟んで西側の、平群石床神社（旧社）の陰石と、意図的に対面させているのではないかという説もある。
船山神社の後方、矢田丘陵八合目付近には、三体の巨石や舟の形に削られた石もあり、神が乗って地上に下ってきた船石として信仰されてきた。この三体の巨石については、「神祇志料第８巻」にもみられ、明治元年に船石付近に祀られていた船上（船神:ふなかみ）神社を、船山神社に合祀したと伝えられている。元は、三体の巨石が御神体で、この磐座の前に敷石のごとき岩があり、これに供物を供えていたという。なお、船上神社は、現在の船山神社の旧社の、その前の旧社であるとも言われている。
三体の巨石については、特選神名牒に、「饒速日命または其伴神に由ある舟」と記されており、巨石の北東に山を降ると矢田坐久志比古神社(祭神:饒速日命)が鎮座する。先代旧事本紀に「饒速日命が天磐船に乗って空を飛んだ」と記されており、巨石の船石との関係も否定できない。